# ギリア
ギリア（学：Gilia）は、ハナシノブ科に含まれる属の一つ。または、ギリア属（ヒメハナシノブ属）に含まれる植物の総称。球状の花を咲かせる種と、花を密集して咲かせる種がある。

## 特徴
アメリカ西部（オレゴン州、カリフォルニア州）南アメリカのチリまでの広い範囲を原産地及び自生地の秋播き一年草である。一部種を除き一年草が多く、耐乾性、耐寒性に優れる。暑さに弱い以外非常に剛健な性質で、零れ種で毎年勝手に増える。日本でカピタータ種（G. capitata）とトリカラー種（G. tricolor）が多く流通している。カピタータ種の和名はタマザキギリア（玉咲ギリア）で、タマザキヒメハナシノブとも呼ばれることがある。トリコロール種の和名は、サンシキギリア（三色ギリア）で、アメリカハナシノブとも呼ばれます。葉はコスモスの葉の様に深く切れ込み、花茎は細くしなやかな印象を受ける。前述した２種以外は国内で流通することは少ない。花色は紫、桃色、青紫色、白色がある。花色が褪色しにくいので切り花や生け花にも利用される。花言葉は「貴方に見惚れる」「気紛れな恋」「此処へ来て」などがある。

## 栽培方法
播種は9～10月に行う。種子は「ワイルドフラワー」と呼ばれる名で複数種の種子（アグロステンマやヤグルマギクなど）が入った状態で販売している場合もある。地面に直播きしてもよい。寒さには非常に強い為、これといった防寒対策は必要ない。心配な場合は軽い霜除け等を行うと良い。冬が終わり暖かくなって来ると草丈が急激に成長を始める。ただしこの時期になると草丈が急激に伸びた影響か風雨で倒伏しやすく、支柱などで支える必要がある。花期は4～6月頃で、花期に液肥を与えると花付きが良くなる。夏は近づき暑くなって来ると自然と株は枯れ、種ができる。種取りは5～6月の間に行う。耐病性は非常に高くこれといった病気には感染しない。害虫については稀にアブラムシやヨトウムシが付く場合がある。

## 名称について

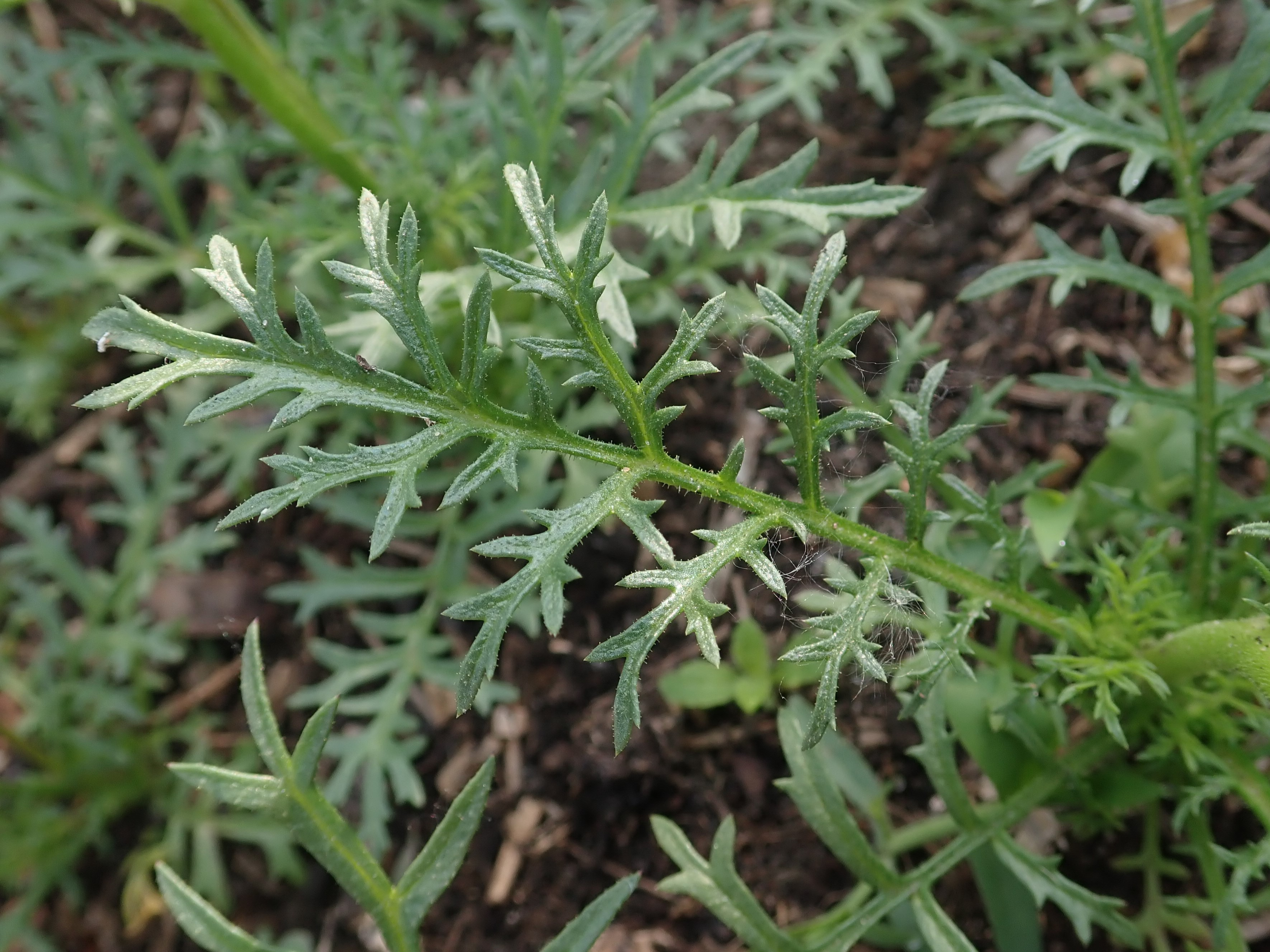
カピタータ種の葉

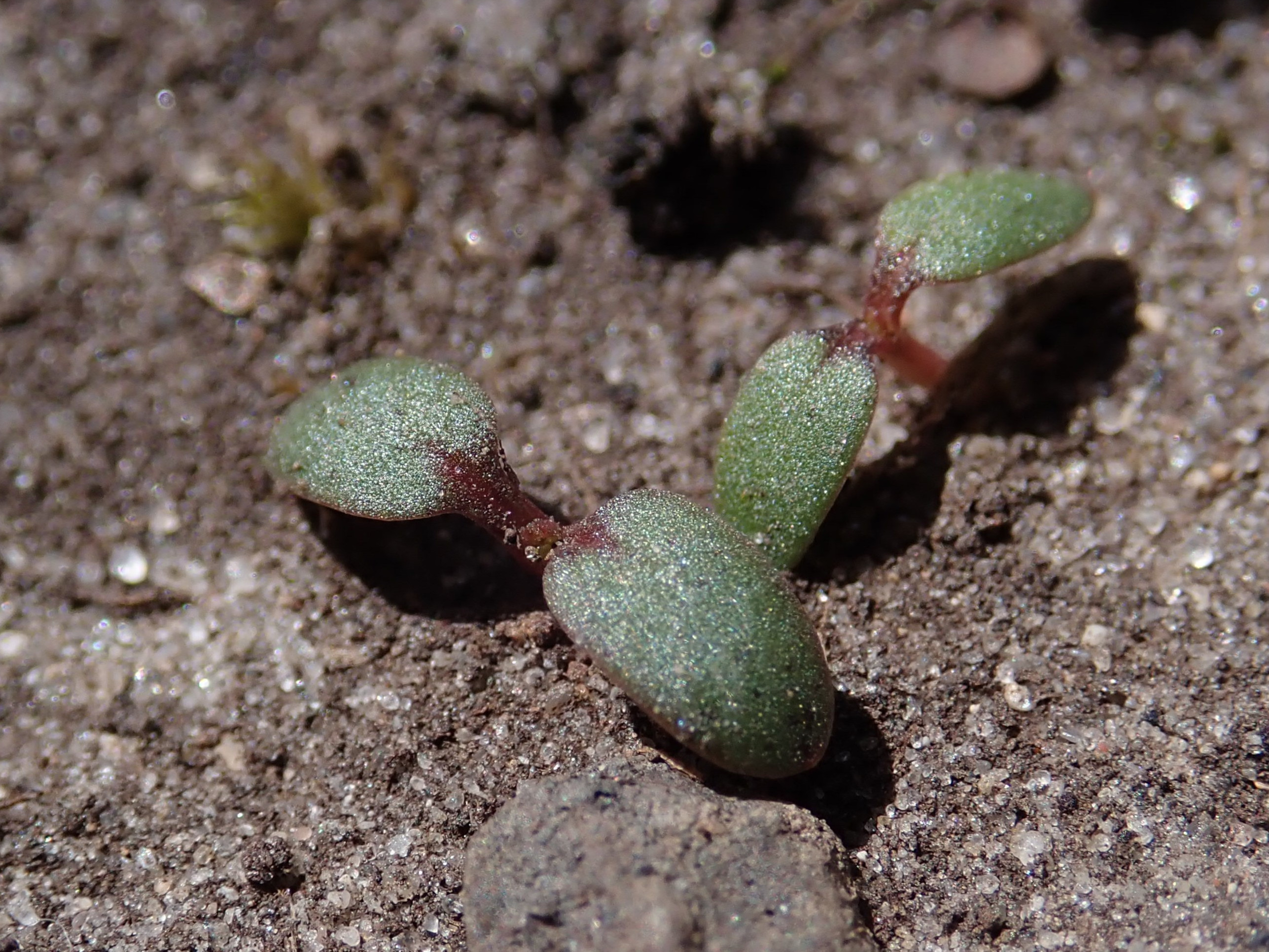
カピタータ種の子葉

属名の Gilia の由来は、イタリアの天文学者であるフィリッポ・ルイージ・ギルに因むと言う説と、スペインの植物学者ルイス・ギルに因むという説がある。

## 下位分類
本節では栽培される種を掲載する。かつてはレプトシフォンもギリア属に含まれていた。
- ギリア・カピタータ

　（Gilia capitata）
和名はタマザキヒメハナシノブ（玉咲き姫花荵）。カリフォルニア州、オレゴン州付近が原産で花茎の先端に小さな花を100個近くまとめて咲かせる。花色は青、白などがある。草丈は90cmほどになるギリア属の中では比較的大型の種。花は球状に咲き、ルリタマアザミ、アリウム等に似る。
- ギリア・トリカラー

　（Gilia tricolor）
和名は、サンシキギリア（三色ギリア）。カリフォルニア原産。花茎の先端に径1.5cmほどの花を数輪咲かせる。花には芳香がある。色は藤色やすみれ色、白、赤紫色など。草丈は70cmほどだが、コンパクトに収まる種も知られる。日本には明治時代に渡来した種。トリコロルとも。
- ギリア・レプタンサ

　（Gilia leptantha）
ギリアの中では有名な種。カピタータ種より大きな球状の花を咲かせる。